# Colobicones sakaii
Colobicones sakaii là một loài bọ cánh cứng trong họ Zopheridae. Loài này được Okada miêu tả khoa học năm 2005.